# Franz Joseph Herold
Franz Joseph Herold (* 11. August 1787 in Münster; † 16. Mai 1862 in Mannheim) war ein deutscher katholischer Priester und Gymnasialdirektor. Von 1831 bis 1846 war er der erste Bischöfliche Offizial des oldenburgischen Teils der Diözese Münster mit Dienstsitz in Vechta.

## Lebensweg
Herold wurde als Sohn des Garnisonsapothekers Balthasar Felix Herold und dessen Ehefrau Catharina Margarethe geb. Berthold (gest. 1794) in Münster in Westfalen geboren. Nach der Reifeprüfung am Gymnasium Paulinum in Münster studierte er in seiner Heimatstadt Philosophie und katholische Theologie. Kurz nach seiner Priesterweihe 1811 wurde er Pfarrer in Gießen, gehörte der Schulkommission an und erhielt dort im Jahr 1815 das Amt eines Assessors beim Kirchen- und Schulrat. Bereits hier betätigte er sich – wie auch später – als Verfasser von Kirchenliedern; seinem Nachfolger in Gießen auf dieser Stelle, dem späteren Mainzer Bischof Peter Leopold Kaiser, hinterließ er die Vorarbeiten zu einem Gesangbuch. Außerdem verfasste er lateinische Huldigungsgedichte und Traktate. Im Jahr 1817 wechselte er als Pfarrer nach Gernsheim am Rhein, das wie Gießen zum gerade wiedererrichteten Bistum Mainz im Großherzogtum Hessen gehörte. Die Universität Gießen verlieh ihm 1819 den Grad eines Dr. phil.
Ein weiterer Schritt in seiner beruflichen Laufbahn war die Übernahme der Pfarrstelle in Bensheim, die mit der Funktion des Direktors am dortigen Gymnasium verbunden war. Während seiner Amtszeit und unter seiner Ägide ist der von Georg Moller entworfene Neubau der Bensheimer Pfarrkirche St. Georg errichtet worden.
Im Jahr 1831 übernahm Herold dann das Amt des Offizials in Vechta, einer in der katholischen Amtsstruktur einmaligen Einrichtung, welche die im Großherzogtum Oldenburg gelegenen Teile des Bistums Münster verwalten sollte. Zugleich wurde er Direktor des Gymnasiums Antonianum Vechta, und er war Mitglied des Domkapitels zu Münster. Im Jahr 1838 erwarb er im ordentlichen Verfahren den Grad eines Dr. theol. an der Universität Gießen.
Franz Joseph Herold geriet in seinem Offizialsamt zwischen die aufbrechenden kirchenpolitischen Fronten: Sowohl das Bistum Münster als auch das Großherzogtum Oldenburg beanspruchten ein Primat bei den personellen Besetzungsentscheidungen. Herold selber betrieb erkennbar die Verselbständigung des Vechtaer Bezirks zu einem eigenen Bistum. Wohl in diesem Zusammenhang ist ein 1846 vom Domkapitel in Münster angestrengtes Amtsentsetzungsverfahren wegen „sittlicher Verfehlungen“ zu sehen, das Herold dazu zwang, seine Ämter in Vechta aufzugeben. Obwohl alle Anschuldigungen in zweiter Instanz vom Erzbischöflichen Gericht in Köln als unbegründet und als „verläumderische Verdächtigung“ qualifiziert worden sind, musste Herold weitere drei Jahre um die Wiederherstellung seiner Rechte kämpfen. Ihm wurden 1851 seine Ämter zurückgegeben, zugleich wurde er pensioniert. 1853 ist er nach Mannheim in die Nähe seiner früheren Wirkungsstätten in Südhessen verzogen, wo er bis zu seinem Tode verblieb.
Wohl während seiner Zeit in Gießen trat Herold der Freimaurerei bei: Im gedruckten Mitgliederverzeichnis der Loge Marc Aurel zum flammenden Stern im benachbarten Marburg für das Jahr 1815/1816 wird er als Katholischer Pfarrer zu Giessen aufgeführt.

## Ehrungen
- Titel eines Großherzoglich Hessischen Kirchenrats
- Titel eines Großherzoglich Oldenburgischen Geheimen Kirchenrats
- Inhaber des  Großherzoglich Oldenburgischen Haus- und Verdienstordens